# 市川荒次郎 (2代目)
二代目 市川 荒次郎（にだいめ いちかわ あらじろう, 1889年（明治22年）10月15日 - 1957年（昭和32年）6月16日）は歌舞伎役者。本名は中村 福蔵（なかむら ふくぞう）。屋号は大黒屋。定紋は蔦、替紋は蔦蝶々。俳名に梅叶。

## 人物
初代市川荒次郎の子。東京府東京市出身。1894年（明治27年）5月に東京明治座『甲州流武田幕張』（甲州軍記）で二代目市川福蔵を襲名して初舞台。1907年（明治40年）の明治座『極付幡随長兵衛』（湯殿の長兵衛）で二代目市川荒次郎を襲名。以後は従兄弟の二代目市川左團次の門に入り自由劇場に参加した。
また猿之助一座に加わり、1955年（昭和30年）に二代目市川猿之助ともに中華人民共和国で歌舞伎公演を行った。明快な口跡を持ち味に名脇役として舞台に出る。1957年（昭和32年）6月16日に心臓喘息のために逝去。67歳没。同年の『処女翫浮名横櫛』（切られお富）の赤間源左衛門を演じたのが最後の舞台となった。
長い顔でギョロ目、「南京豆」とあだ名された。左團次の新作に当たり役が多く『室町御所』の伊賀七郎、『今様薩摩歌』の奴事助、『尾上伊太八』の九助などがある。なかでも『修善寺物語』の金窪兵衛は生涯の当たり役となった。
子は三代目市川荒次郎。